# Weltmeisterschaften im Gewichtheben 1906
Die 9. Weltmeisterschaften im Gewichtheben fanden am 18. März 1906 in der französischen Stadt Lille statt. An den von der International Weightlifting Federation (IWF) im Vierkampf ausgetragenen Wettkämpfen nahmen 33 Gewichtheber aus vier Nationen teil.

## Medaillengewinner
| Disziplin          | Gold                  | Silber        | Bronze          |
| ------------------ | --------------------- | ------------- | --------------- |
| Federgewicht       | Daniel de Lapalud     | Joseph Staen  | Charles Cellier |
| Leichtgewicht      | Georges Lorthiois     | Pierre Slosse | Arthur Fessler  |
| Mittelgewicht      | Albert Derubaix       | Louis Vasseur | Gustave Lacroix |
| Superschwergewicht | Heinrich Schneidereit | Émile Besson  | Gustave Falleur |

## Medaillenspiegel
Die Platzierungen im Medaillenspiegel sind nach der Anzahl der gewonnenen Goldmedaillen sortiert, gefolgt von der Anzahl der Silber- und Bronzemedaillen (lexikographische Ordnung). Weisen zwei oder mehr Nationen eine identische Medaillenbilanz auf, werden sie alphabetisch geordnet auf dem gleichen Rang geführt.
| Rang | Nation                | Gold | Silber | Bronze | Gesamt |
| ---- | --------------------- | ---- | ------ | ------ | ------ |
| 1.   | Frankreich            | 2    | 3      | 3      | 8      |
| 2.   | Schweiz               | 1    | 1      | 1      | 3      |
| 3.   | Deutsches Kaiserreich | 1    | 0      | 0      | 1      |